# (10449) Takuma
(10449) Takuma (1936 UD) – planetoida z pasa głównego asteroid okrążająca Słońce w ciągu 5 lat i 143 dni w średniej odległości 3,07 j.a. Została odkryta 16 października 1936 roku.